# Macharetí
Macharetí es una localidad y municipio de Bolivia, ubicado en la provincia de Luis Calvo al este del departamento de Chuquisaca. El municipio tiene una superficie de 7668 km² y cuenta con una población de 7418 habitantes (según el Censo INE 2012). Se encuentra en la región del Chaco boliviano cercano a la frontera con la República del Paraguay y la localidad está situada a 585 km de la ciudad de Sucre, capital constitucional del país.
Por su territorio atraviesa la Ruta 9 entre Santa Cruz de la Sierra - Yacuiba y a una corta distancia la vía férrea con el mismo sentido.
Los pueblos indígenas existentes pertenecen al grupo de los Chiriguanos o Guaraníes, que aún conservan sus tradiciones e idioma nativo.

## Toponimia
El nombre de Macharetí proviene de la palabra "Matare-ti" en donde la palabra "matare" significa "yuca silvestre o macharé" y la palabra "ti" significa "lugar de" (lugar donde abunda yuca silvestre o el macharé). Según el libro "Guía al Chaco boliviano" del padre franciscano Bernardino de Nino, el nombre Macharetí es una especie de yerba en el idioma chiriguano.

## Historia

### Época precolonial
Durante la etapa precolonial, la región en la que actualmente se conoce como Macharetí se encontraba habitado por varias tribus salvajes que vivían de la pesca junto al río Pilcomayo y el río Paraguay.

### Época colonial
Uno de los primeros europeos en acercarse por primera vez a la región de lo que hoy en día es Macharetí, fue el padre español jesuita Miguel Gerónimo de la Peña, quien proveniente desde el Paraguay, intentó evangelizar la zona ya en el año 1765 y para cumplir con aquel propósito pues se trasladó a la ciudad de La Plata (actual Sucre) en busca de recursos económicos para fundar una misión jesuita, pero lamentablemente no lo pudo realizar ya que falleció en la misma ciudad de La Plata poco tiempo después, dejando de esa manera postergada la evangelización del lugar por alrededor de casi otros 100 años más.

### Época republicana

#### Intento de fundar Macharetí (1854-1869)
Cabe mencionar que la historia de la fundación de Macharetí está muy ligada a la Misión de Tarairí. Tarairí fue evangelizada en el año 1854 cuando los padres franciscanos José Giannelli y Vicente Gentili fundaron una misión franciscana en aquella localidad.
Durante aquella época, Macharetí era el principal mercado donde los indígenas tobas vendían los animales que robaban en Caiza y Villarodrigo y los chiriguanos les compraban. En aquel entonces se encontraba como cacique el chiriguano Taruncunti. Al principio se opuso tenazmente a la fundación de Macharetí pero al final terminó cediendo ante los franciscanos.

#### Misión de Macharetí
Finalmente el 19 de junio de 1869, los padres franciscanos José Giannelli y Vicente Gentili, acompañados de muchos neófitos, partieron de viaje desde la Misión de Tarairí con rumbo a la localidad de Macharetí. El 2 de julio de 1869 fundaron la Misión de Macharetí y celebraron una santa misa dedicando la Misión a la "Madre de la Misericordia". Esa fecha se ha consolidado como la fundación oficial de Macharetí hasta la actualidad.
El año 1874 y debido a factores climáticos y geológicos, los franciscanos decidieron trasladar la entonces pequeña aldea de Macharetí a unos 2 kilómetros más lejos de su ubicación inicial y en una planicie segura. A partir de entonces y con el tiempo se construyeron el templo principal y la casa de los padres.

### Guerra chiriguana
En 1891 se agudizaron los conflictos en las localidades de Ivo (hoy parte del municipio de Macharetí) y Cuevo, que dio paso a la Guerra chiriguana entre el gobierno de Bolivia y los indígenas chiriguanos. Tras el arribo del ejército boliviano a estas dos localidades, los chiriguanos sublevados se atrincheraron en la comunidad de Kuruyuki donde finalmente se enfrentaron a las tropas militares del general Ramón González, prefecto del departamento de Santa Cruz, el 28 de enero de 1892. Esta batalla fue conocida como la Batalla de Kuruyuki y terminó con la muerte de casi un millar de chiriguanos.

### Guerra del Chaco
Durante la Guerra del Chaco, en el año 1935, el Ejército Paraguayo llegó hasta la población de Macharetí y la ocupó por un lapso de tiempo de 3 años hasta la firma del Tratado de Paz y Amistad entre Bolivia y Paraguay en 1938 cuando finalmente se retiraron. Durante su retirada, las tropas paraguayas se llevaron 2 campanas del templo de Macharetí como trofeo de guerra. Después de 72 años de terminada la guerra, Paraguay devolvió una de ellas en el año 2007 y la otra la devolvió 8 años después en 2015, en homenaje y conmemoración al 80 aniversario del cese de hostilidades entre ambos países.

### Creación del cantón
Durante el gobierno del Presidente de Bolivia Enrique Hertzog Garaizábal se promulgó la ley del 14 de noviembre de 1947 que creó la Provincia de Luis Calvo y a la vez elevó de rango a la población de Macharetí y pasó a denominarse como cantón, pero todavía aún dependiente de la segunda sección municipal de Huacaya.

### Creación de la tercera sección municipal

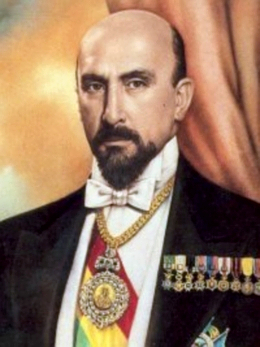
El Presidente de Bolivia Mamerto Urriolagoitia Harriague decide promulgar la ley que crea la tercera sección municipal Macharetí de la provincia Luis Calvo el 4 de enero de 1950. Hasta ese año, el municipio de Macharetí había pertenecido históricamente al municipio de Huacaya.

Durante el gobierno del presidente Mamerto Urriolagoitia Harriague se promulgó la ley del 4 de enero de 1950, en la que se decidió que los cantones Camatindi, Tigüipa, Carandaytí, Ñancorainza, Ivo y Macharetí se separen definitivamente del municipio de Huacaya y pasen a conformar la tercera sección municipal de la provincia de Luis Calvo, con su cabecera municipal en Macharetí.

## Geografía
El municipio de Macharetí presenta un paisaje homogéneo correspondiente a la llanura chaqueña con un clima cálido y temperaturas extremas. Varios ríos cruzan su territorio, entre los principales están el Cuevo, Viticua, Tiguipa, Camatindi.
Al norte limita con el departamento de Santa Cruz, al sur con el departamento de Tarija, al oeste con el municipio de Huacaya y al este con la República del Paraguay.

## Demografía
De acuerdo con el censo boliviano de 2024, la población del municipio de Macharetí es de 7 245 habitantes.
La población del municipio aumentó alrededor de un tercio en la década de 1990, pero se estancó entre 2001 y 2024:
| Año  | Habitantes (municipio) | Habitantes (localidad) | Fuente | Ref.   |
| ---- | ---------------------- | ---------------------- | ------ | ------ |
| 1900 | Sin cambios            | Sin cambios            | Censo  | [ 12 ] |
| 1950 | Sin cambios            | Sin cambios            | Censo  | [ 13 ] |
| 1976 | 4 469                  | 171                    | Censo  | [ 14 ] |
| 1992 | 5 654                  | 737                    | Censo  | [ 15 ] |
| 2001 | 7 386                  | 1 090                  | Censo  | [ 16 ] |
| 2012 | 7 418                  | 1 823                  | Censo  | [ 17 ] |
| 2024 | 7 245                  |                        | Censo  | [ 11 ] |

## Economía
La mayor parte de la población es principalmente agrícola-ganadera, siendo los principales cultivos en orden de importancia el maíz, maní, soya, cumanda, caña de azúcar, yuca y el camote. Tiene una alta producción frutícola de naranja, mandarina, pomelo, limón y lima.
La ganadería es la principal actividad económica y el destino de la producción agrícola y pecuaria es para el consumo doméstico, mientras que la venta a los principales mercados son para las ciudades de Sucre, Santa Cruz de la Sierra, Tarija y Villamontes.